# Samantha Whitcomb
Samantha Allison  Whitcomb, conocida como Sami Whitcomb (nacida el 20 de julio de 1988 en Ventura, California) es una jugadora de baloncesto estadounidense nacionalizada australiana. Con 1.78 metros de estatura, juega en la posición de escolta.

## Vida personal
Whitcomb se casó con su compañera, Kate en Estados Unidos en 2017. La pareja vio reconocido su matrimonio en Australia cuando fue autorizado el matrimonio entre personas del mismo sexo.